# Lee Kin Wo
Lee Kin Wo (李健和,  Hongkong, 20 oktober 1967) is een voetballer uit Hongkong. Hij wordt gezien als een van de bekendste van zijn land. Zijn vaste positie is rechterflankspeler. Hij is drie keer verkozen tot Hong Kong Footballer of the Year.
Lee Kin Wo maakte zijn voetbaldebuut bij de Hong Kong First Division League op 13 oktober 1985, toen hij achttien jaar oud was. Hij verkreeg nationale bekendheid door zijn bijdrage aan de vriendschappelijke wedstrijd tussen South China AA en São Paulo FC (Lee werd uitgeleend aan South China, samen met Dale Tempest). South China won de wedstrijd met 4-2, en Lee maakte het vierde doelpunt.
Op 22 mei 2007 werd Lee benoemd tot hoofdcoach van het Hongkongs voetbalelftal. Zijn eerste wedstrijd was een vriendschappelijke wedstrijd tegen het Indonesisch voetbalelftal. Hong Kong verloor met 0-3.

## Gecoachte wedstrijden

### Internationaal
| # | Datum        | Soort                                    | Locatie            | Tegenstanders             | Resultaat |
| - | ------------ | ---------------------------------------- | ------------------ | ------------------------- | --------- |
| 1 | 1 juni 2007  | Vriendschappelijk                        | Jakarta, Indonesië | Indonesisch voetbalelftal | 0–3       |
| 2 | 10 juni 2007 | Hong Kong Macau Interport                | Hongkong           | Macaus voetbalelftal      | 2–1       |
| 3 | 19 juni 2007 | Oost-Aziatisch voetbalkampioenschap 2008 | Macau              | Chinees Taipei            | 1–1       |
| 4 | 21 juni 2007 | Oost-Aziatisch voetbalkampioenschap 2008 | Macau              | Guam                      | 15–1      |
| 5 | 24 juni 2007 | Oost-Aziatisch voetbalkampioenschap 2008 | Macau              | Noord-Korea               | 0–1       |